# Erucius bifasciatus
Erucius bifasciatus är en insektsart som beskrevs av Carl Stål 1877. Erucius bifasciatus ingår i släktet Erucius och familjen Chorotypidae. Inga underarter finns listade i Catalogue of Life.